# Richard Hanley (Priester)
Richard Hanley OMI (* 22. Februar 1931 in Jamaica (New York City), USA) war ein US-amerikanischer Oblate der Makellosen Jungfrau Maria und Generaloberer seiner Kongregation.
Richard Hanley studierte am Internationalen Scholastikat der Oblaten in Rom und wurde am 13. Juli 1958 in Roviano zum Priester geweiht. 
In der Folge war er zunächst als Professor am Scholastikat in Washington, D.C. tätig, bevor er im Juni 1969 zum Provinzial der amerikanischen Westprovinz seines Ordens gewählt wurde. 1972 wurde er als Nachfolger von Pater Léo Deschâtelets für sechs Jahre zum Generaloberen der Oblaten gewählt, er resignierte jedoch bereits 1974 von diesem Amt.